# تپه جابری
تپه جابری در شهرستان سرپل ذهاب، بخش مرکزی، دهستان حومه سرپل، ۹۰۰ متری جنوب غرب روستای جابری واقع شده و این اثر در تاریخ ۱۸ اسفند ۱۳۸۷ با شمارهٔ ثبت ۲۴۸۸۹ به‌عنوان یکی از آثار ملی ایران به ثبت رسیده است.